# Ruffini-Körperchen

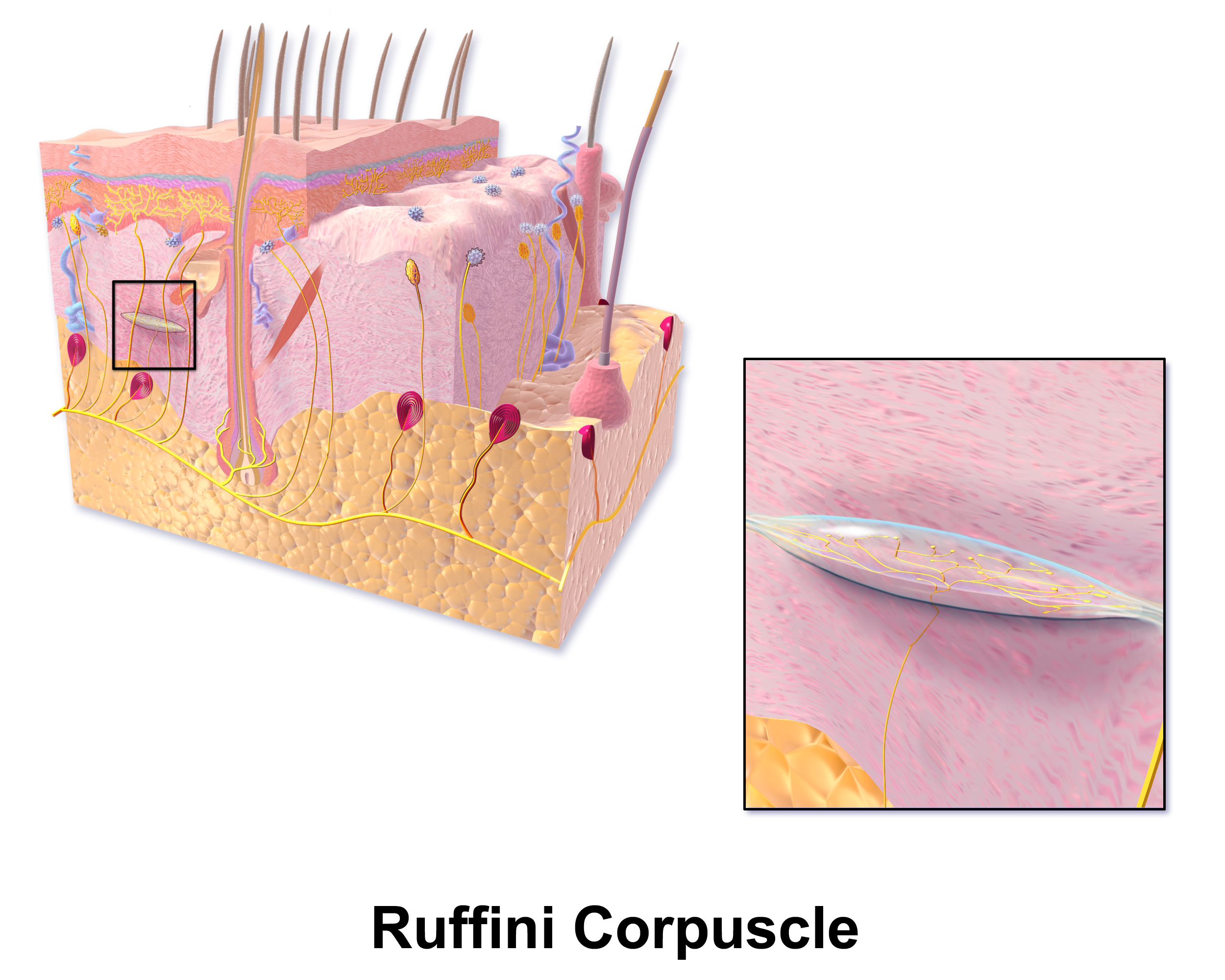
Ruffini-Körperchen

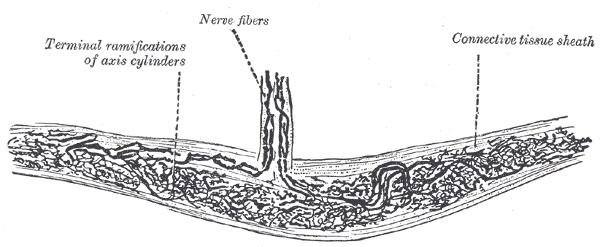
Ruffini-Körperchen

Ruffini-Körperchen gehören zu den Mechanorezeptoren der Haut und wurden nach dem italienischen Anatomen und Neuropathologen Angelo Ruffini (1864–1929) benannt, der sie als Erster mittels einer von ihm entwickelten Goldfärbung sichtbar machte. Diese sind sich langsam anpassende (adaptierende) Dehnungsrezeptoren, die in der Haut, in der Wurzelhaut der Zähne und in den Gelenkkapseln vorkommen. In der Haut liegen sie im Stratum reticulare der Dermis und reagieren auf Druck und horizontale Dehnung. Die Ruffini-Körperchen der Gelenkkapsel registrieren die Stellung der Gelenke und ihre Auslenkungsgeschwindigkeit.
Das Ruffini-Körperchen hat die Form eines zu den Enden hin abgeflachten, offenen Zylinders. Durch die Öffnungen treten kollagene Faserbündel auf der einen Seite ein und auf der anderen wieder heraus. Zwischen den Kollagenfaserbündeln sind die Endigungen der Nervenfasern spiralig eingebettet. Das zuführende Faserbündel (Afferenz) ist myelinisiert und etwa 5 µm dick.